# Bill of attainder
Bill of attainder é uma expressão empregada no direito dos Estados Unidos para designar ato legislativo que importa considerar alguém culpado pela prática de crime sem a precedência de um processo e julgamento regular em que lhe seja assegurada ampla defesa.
Carlos Mário da Silva Velloso, em artigo intitulado  "O Impeachment no Constitucionalismo Brasileiro" (Crise nos Poderes da República: judiciário, legislativo e executivo/George Salomão Leite, Lênio Streck, Nelson Nery Junior (coordenadores) - São Paulo: Editora Revista dos Tribunais, 2017.) define o bill of attainder citando Paulo Brossard como " uma condenação decretada por lei, uma lei-sentença, odiosamente pessoal e retroativa, no Juízo de Esmein".